# پروژه ققنوس (بازی ویدئویی)
پروژه ققنوس (به انگلیسی: Project Phoenix) یک بازی ویدئویی مستقل در سبک نقش‌آفرینی و استراتژی هم‌زمان که توسط کریِیتیو اینتلجنس آرتز توسعه یافته است و با تأخیری بسیار در تاریخی نامشخص برای مایکروسافت ویندوز، اواس ده، لینوکس، پلی‌استیشن ۴، آی‌اواس و اندروید منتشر خواهد شد. پروژه ساخت بازی به عنوان اولین پروژه ژاپنی مبتنی بر بازی‌های ویدئویی در کیک‌استارتر به حساب می‌آید.